# Charles Baude
Pour les articles homonymes, voir Baude.
Ne doit pas être confondu avec François-Charles Baude.
Charles Baude né à Paris le 13 décembre 1853 et mort à Montfort-l'Amaury le 13 novembre 1935 est un graveur français.

## Biographie
Charles Baude est né le 13 décembre 1853 à Paris,.
Graveur sur bois, il se spécialise dans la gravure de reproduction à destination des grandes revues illustrées : L'Illustration, Le Monde illustré, Le Progrès illustré (Lyon), Harper's Magazine (New York),. La qualité technique de ses gravures lui vaut d'être appelé « Prince des xylographes » par Albert Wolff dans Le Figaro.
Il participe en 1885 à Paris à la première Exposition internationale de blanc et noir en section Gravure et obtient une médaille d'argent de 1re classe.
Très sensibilisé à la transmission aux nouvelles générations, il co-écrit avec Elie Pécaut L'art : simples entretiens à l'usage de la jeunesse. Cet ouvrage, primé par l’Académie française en 1890, a été réédité plusieurs fois et utilisé dans les écoles publiques pendant plus de 40 ans.
Il a été membre de la Société des artistes français.
Charles Baude meurt le 13 novembre 1935 à Montfort-l'Amaury,.
Le fonds d'atelier de Charles Baude comprend l'ensemble de ses bois originaux et les catalogues correspondants, soit plus de huit cents tableaux de nombreux peintres anciens et contemporains gravés par Baude et son atelier. A la fin des années 1940, Jean-Paul Vibert (1906-2001), maître imprimeur à Grosrouvre, en fait l'acquisition, ce qui permet de le faire connaître aujourd'hui.

Œuvres de Charles Baude
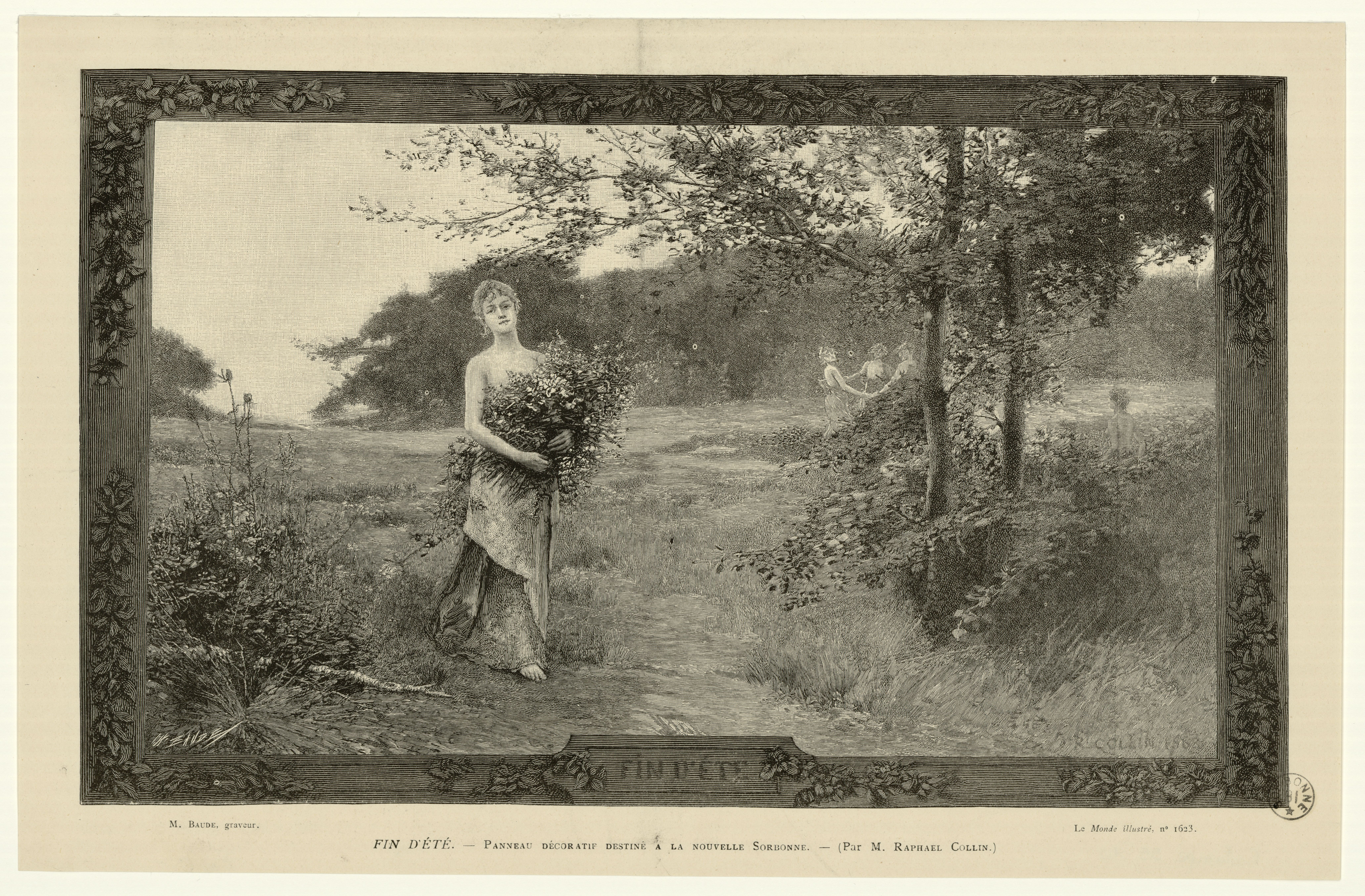
Charles Baude et Louis-Joseph-Raphaël Collin, Fin d'été (1888), panneau décoratif en Sorbonne (Bibliothèque interuniversitaire de la Sorbonne).
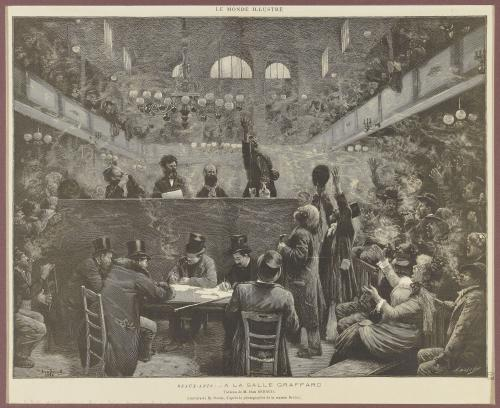
À la salle Graffard (1884), d'après Jean Béraud, gravure sur bois.
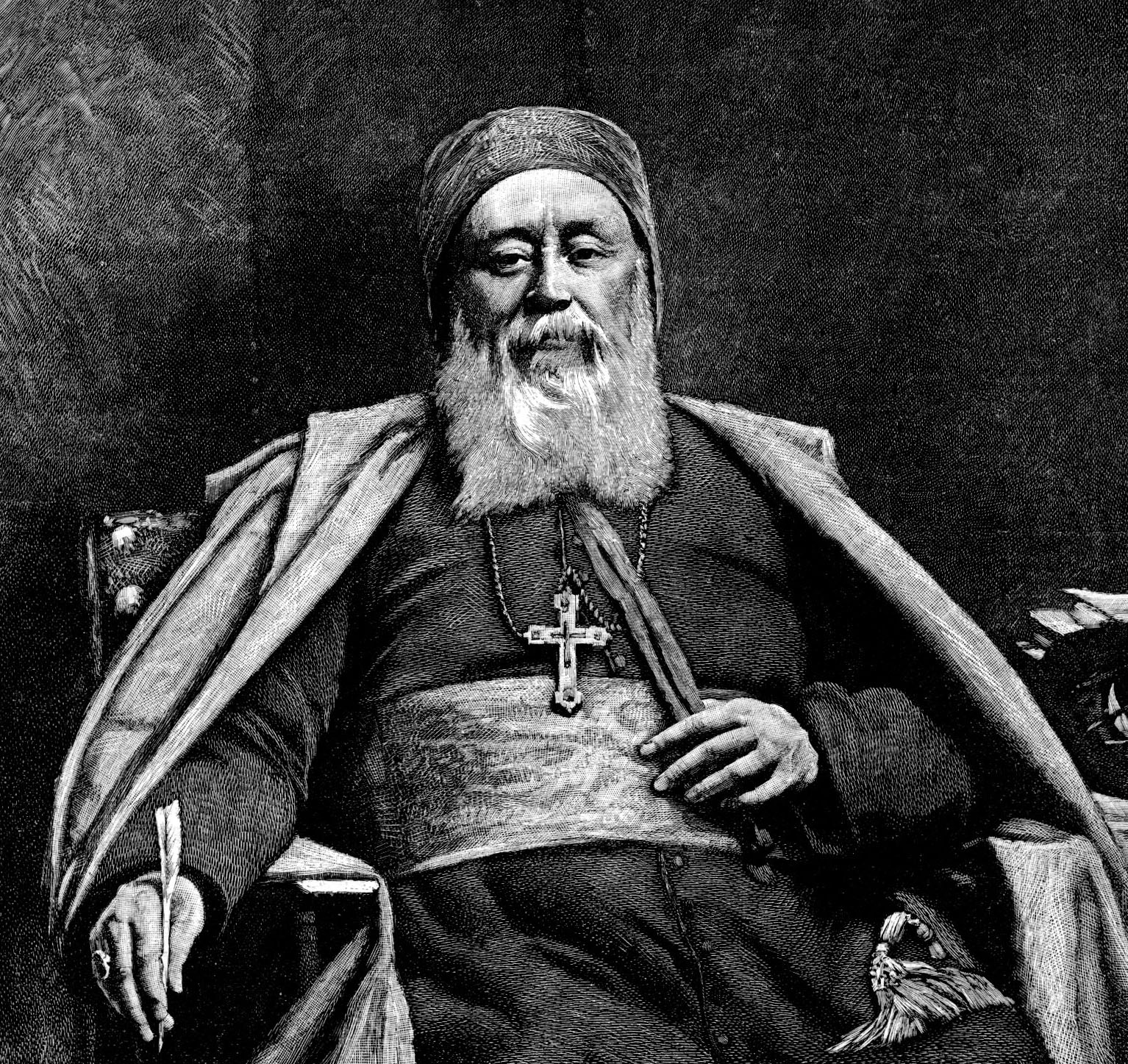
Portrait du Cardinal Charles-Martial-Allemand Lavigerie, archevêque d'Alge, d'après Léon Bonnat, parue dans Harper's Weekly en 1888.
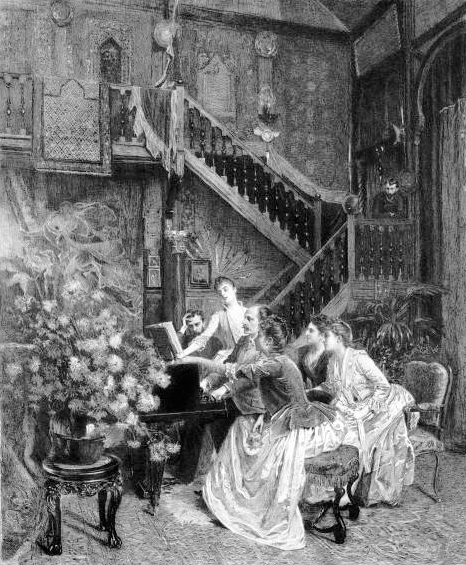
Autour d'une partition, d'après Albert Aublet, parue dans Le Théâtre en 1889.
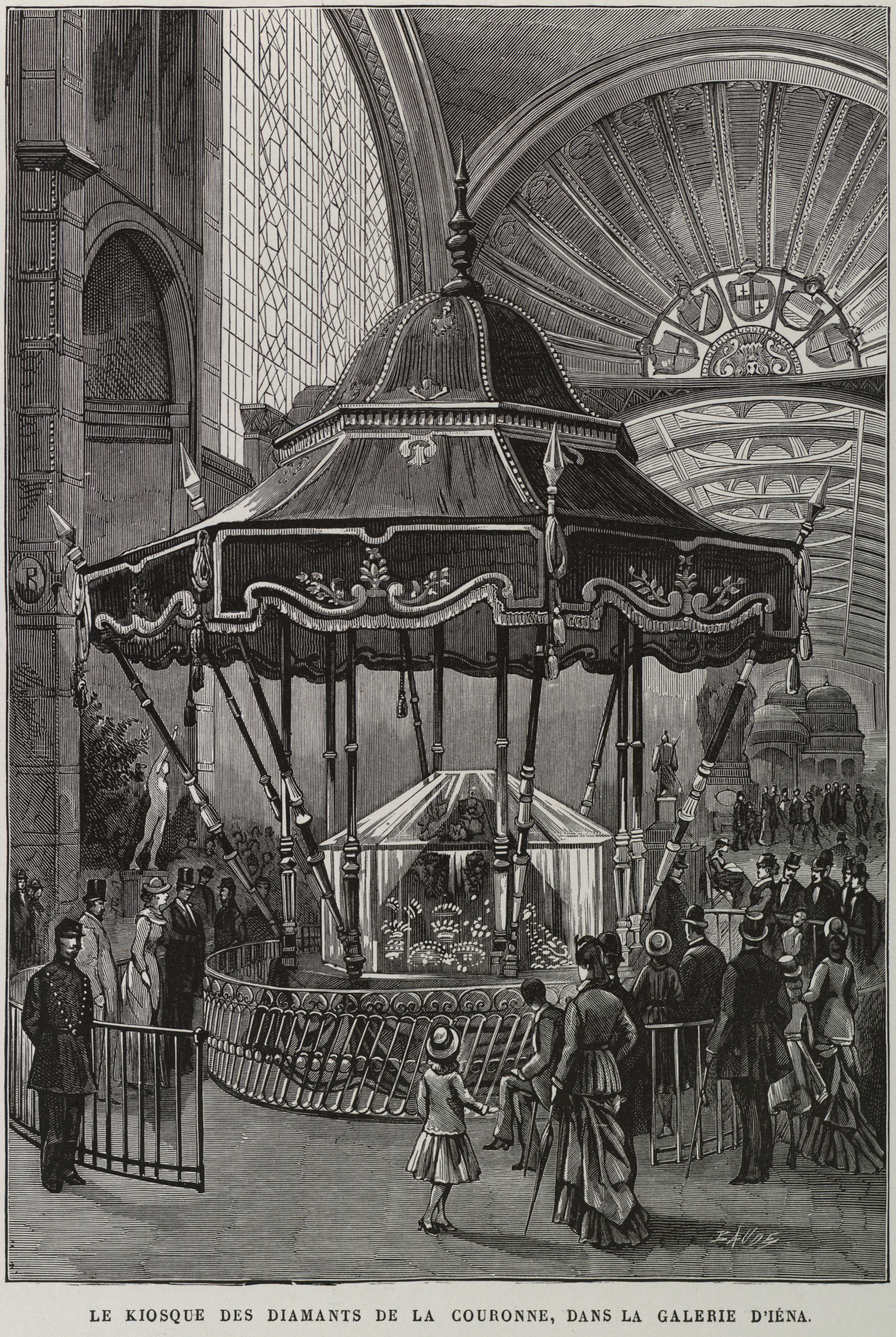
Le Kiosque des diamants de la couronne, dans la galerie d'Iéna, de l'Exposition universelle de 1878 (1879), publiée dans Simon de Vandière, L'Exposition universelle de 1878 illustrée, Paris, Calmann Lévy, 1879.
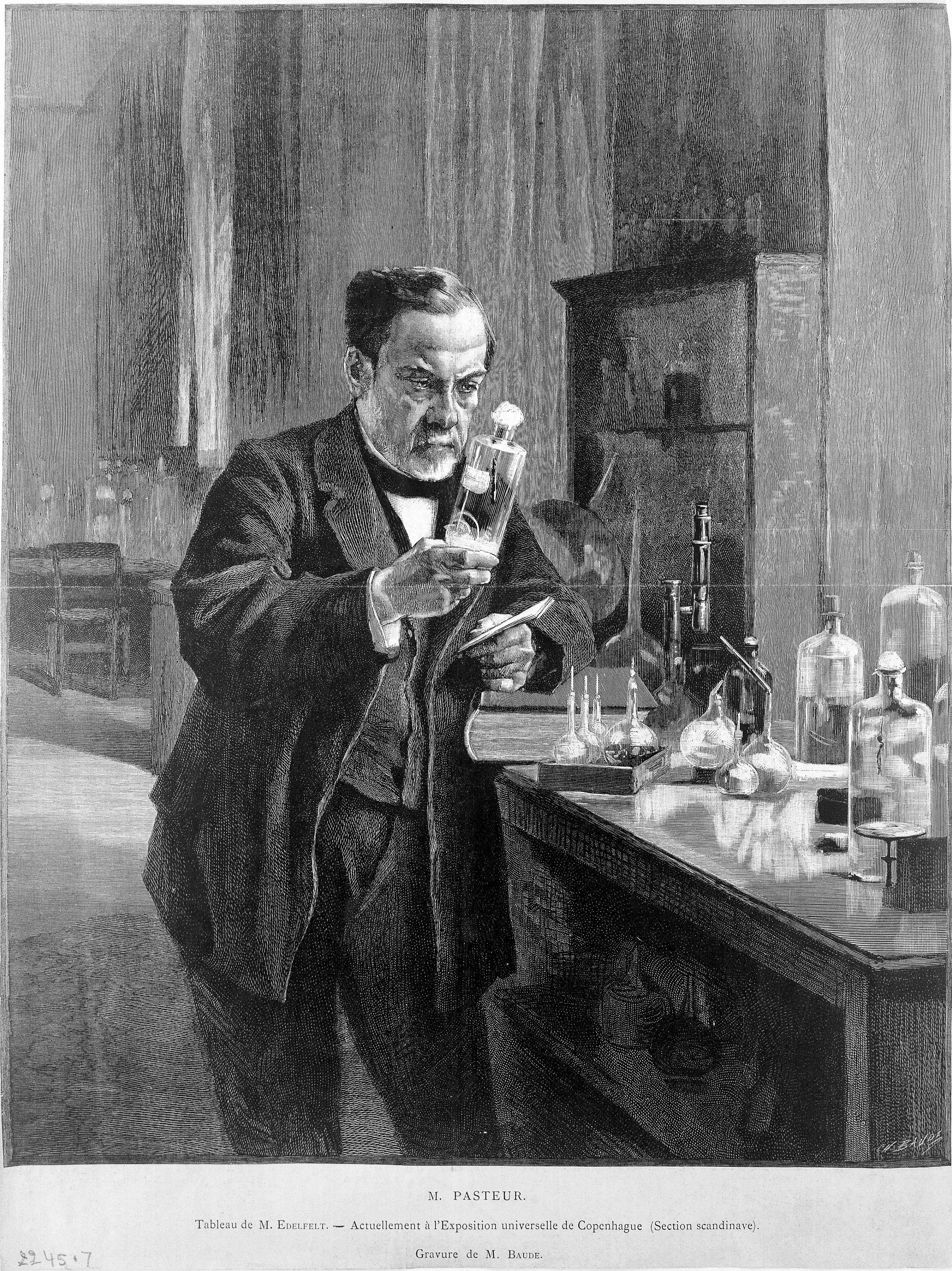
Portrait de Louis Pasteur, d'après Albert Edelfelt.
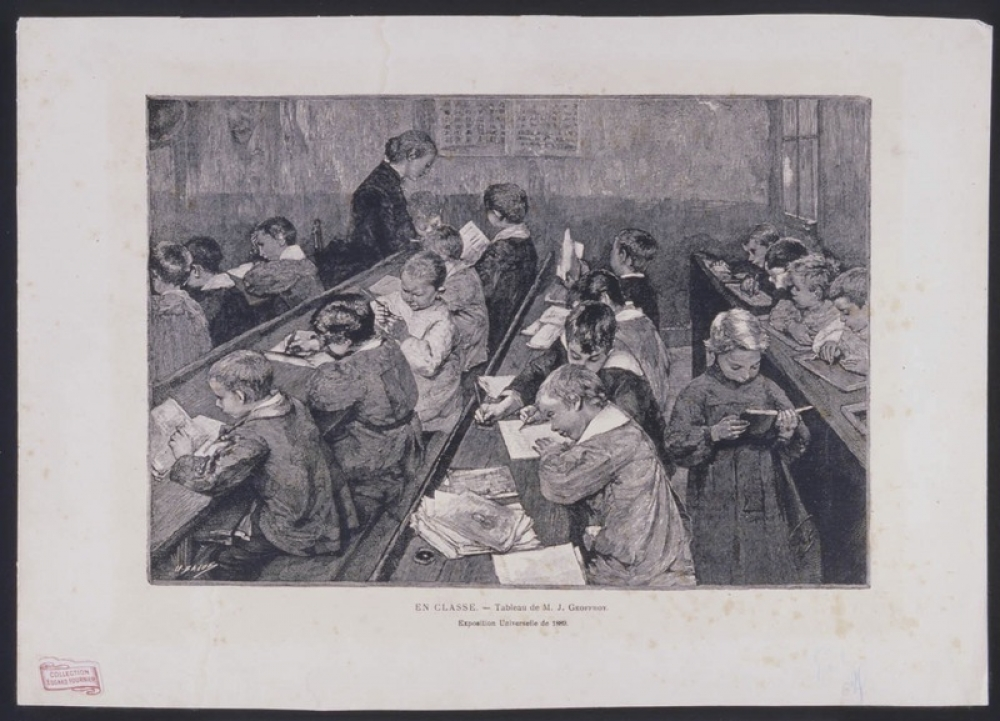
En classe, gravure sur bois d'après une peinture de Jean Geoffroy présentée à l'Exposition universelle de 1889, Rouen, musée national de l'Éducation.

## Hommage
En 2015, la Ville de Montfort organise une rétrospective de l'œuvre de Charles Baude appelée « Hommage à Charles Baude, un graveur virtuose à Montfort ».

## Conservation
La Bibliothèque nationale de France à Paris conserve des affiches et des gravures sur bois parues dans des revues.
Le musée national de l'Éducation de Rouen possède des estampes de Charles Baude d'après Jean Geoffroy,.
La John D. Rockefeller Jr. Library (en) possède également quelques estampes de Charles Baude, comme celle de l'Exposition de la manufacture de Sèvres, dans la galerie d'Iéna.